# Moncarapacho
Moncarapacho is een plaats en voormalige freguesia in de Portugese gemeente Olhão. Moncarapacho telt 7591 inwoners (2001).
In 2013 fuseerden Moncarapacho en Fuseta tot de nieuwe freguesia Moncarapacho e Fuseta. 